# Ajanta
|  | Per a altres significats, vegeu «Serralada d'Ajanta». |

Ajanta o Ajantā és el nom donat a la localitat de l'Índia del districte d'Aurangabad, a l'estat federat de Maharashtra, té una població de pocs milers d'habitants i la ciutat important més propera és Jalna a uns 75 km de distància. Aquest indret és cèlebre mundialment per les seves coves que estan formades per un trenat grutes artificials pintades i esculpides inicialment per al culte budista a partir del segle ii aC. Estan inscrites en la llista del Patrimoni de la Humanitat de la UNESCO des del 1983.